# 20658 Bushmarinov
20658 Bushmarinov este un asteroid din centura principală de asteroizi.

## Descriere
20658 Bushmarinov este un asteroid din centura principală de asteroizi. A fost descoperit pe 3 octombrie 1999 la Socorro, New Mexico, în cadrul proiectului LINEAR. Asteroidul prezintă o orbită caracterizată de o semiaxă mare de 2,40 ua, o excentricitate de 0,11 și o înclinație de 6,1° în raport cu ecliptica.